# Списак епизода серије Тајне винове лозе
Тајне винове лозе је српска телевизијска серија која је премијерно почела са емитовањем од 18. јануара 2021. године на каналу Суперстар ТВ и 23. јануара 2021.године на РТС 1.
Серија Тајне винове лозе за сада броји 3 сезоне и 110 епизода.

## Преглед
| Сезона | Сезона | Епизоде | Епизоде | Оригинално емитовање | Оригинално емитовање | Оригинално емитовање |
| Сезона | Сезона | Епизоде | Епизоде | Премијера            | Финале               | Мрежа                |
| ------ | ------ | ------- | ------- | -------------------- | -------------------- | -------------------- |
|        | 1.     | 36      | 36      | 23. јануар 2021.     | 8. март 2021.        | Суперстар ТВ         |
|        | 2.     | 38      | 38      | 21. март 2022.       | 25. мај 2022.        | Суперстар ТВ         |
|        | 3.     | 36      | 36      | 19. фебруар 2024.    | 5. април 2024.       | Суперстар ТВ         |